# بها ابو العطا
بها ابو العطا (عربی: بهاء أبو العطا؛ ۲۵ نوامبر ۱۹۷۷ – ۱۲ نوامبر ۲۰۱۹) نظامی اهل فلسطین بود، که رهبری جهاد اسلامی فلسطین را برعهده داشت.
در ۱۲ نوامبر ۲۰۱۹، نیروهای دفاعی اسرائیل ابوالعطا و همسرش را در یک ترور هدفمند به قتل رساندند، چهار فرزند آنها و یک همسایه نیز طبق گزارش‌ها زخمی شدند. این قتل‌ها باعث درگیری بین اسرائیلی‌ها و فلسطینی‌ها شد. پس از وی، خلیل بثانی رهبر جدید جهاد اسلامی فلسطین شد.